# Jörg Jenatsch

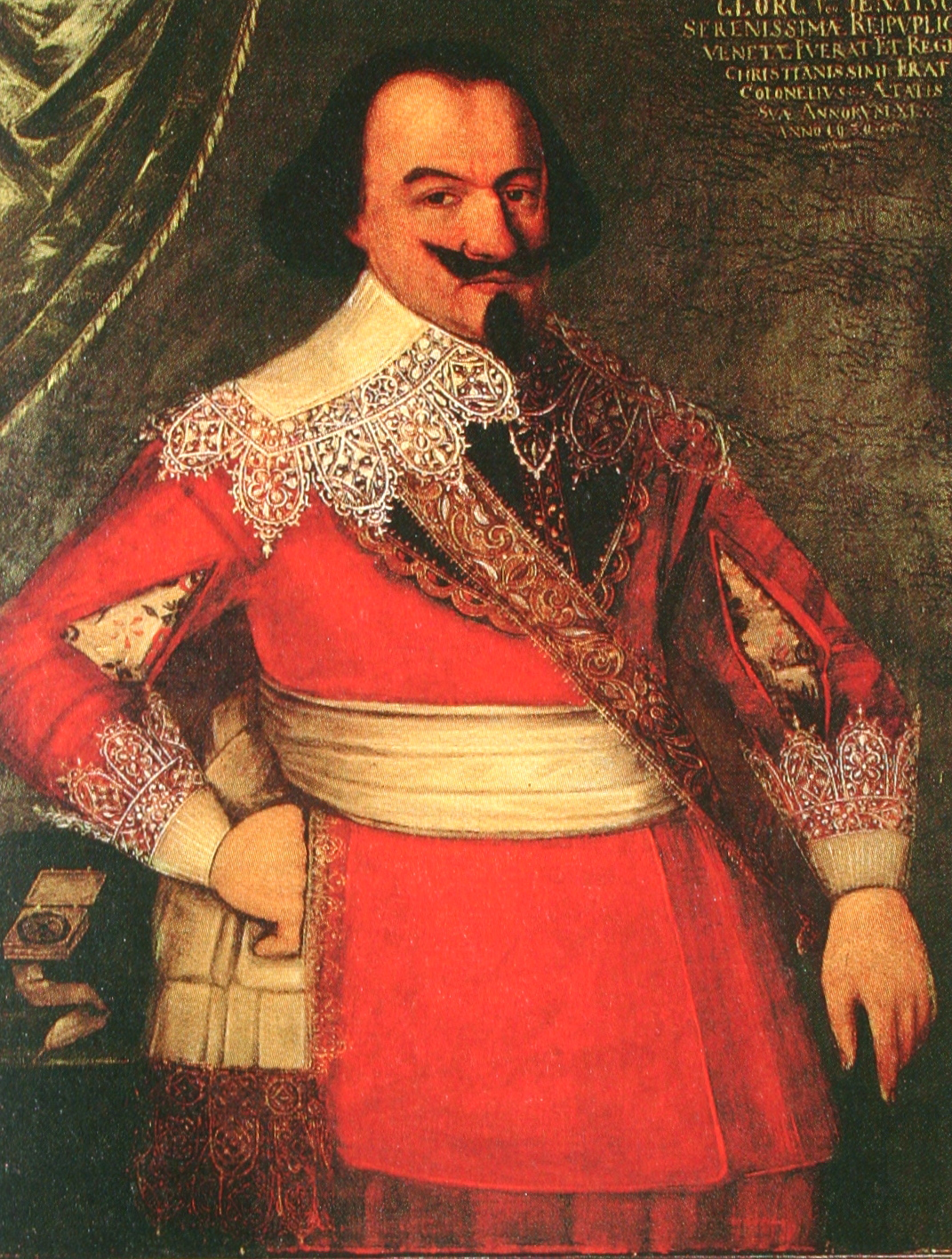
Jenatsch 1636

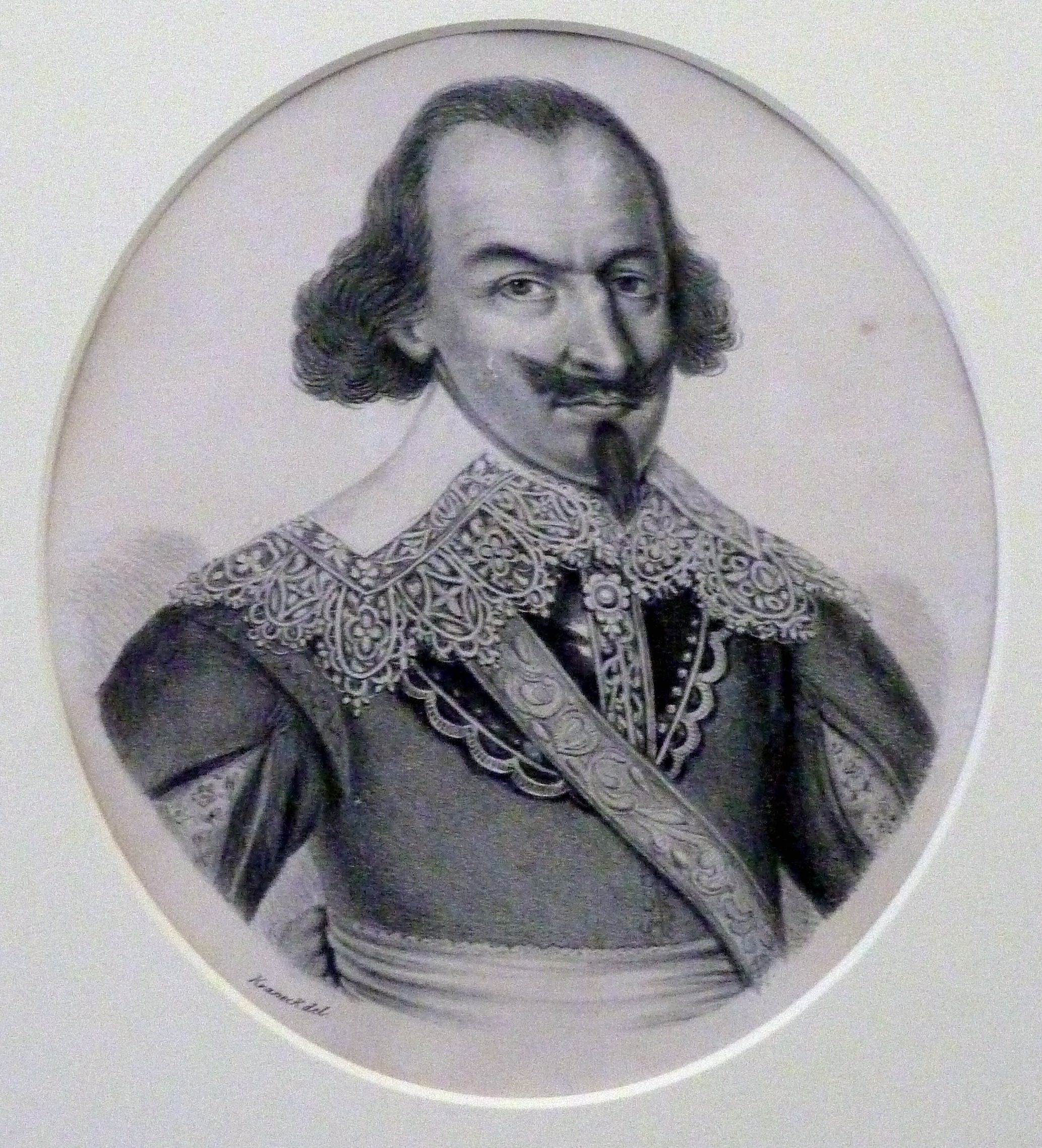
Jenatsch auf einer Zeichnung von Heinrich Kraneck, 1832

Jörg Jenatsch, auch Jürg Jenatsch oder Georg Jenatsch (betont auf dem A; rätoromanisch: Gieri Genatsch, * 1596 in Lohn oder im Oberengadin; † 24. Januar 1639 in Chur) war ein Bündner evangelischer Pfarrer, Militärführer und Politiker. Er galt in den Augen vieler Anhänger als der Retter Graubündens im Dreissigjährigen Krieg.

## Leben
Jörg Jenatsch wurde 1596 geboren. Er war ein Grosssohn des Pfarrers Andreas Jenatsch und ältester Sohn des Notars und Pfarrers Israel Jenatsch und dessen Ehefrau Ursina Balsamin. Er hatte fünf jüngere Geschwister, Katharina, Susanna und Nuttin sowie zwei, die früh starben. Bis heute ist nicht restlos geklärt, ob er im Oberengadin oder in Lohn im Schams zur Welt kam, da sein Vater im Geburtsjahr seine Pfarrstelle von Silvaplana in die Talschaft Schams wechselte. Seine Kinderjahre verbrachte er ab 1599 im Pfarrhaus von Silvaplana. 1610 besuchte er mit weiteren Bündner Studenten das Lektorium in Zürich, wo er sich unter dem Namen Georgius Jenatius, Engadino-Rhetus, eintragen liess. Er wohnte beim Schulherrn und Grossmünsterprediger Caspar Murer. Im Juni 1616 konnte er sich an der theologischen Fakultät der Universität Basel immatrikulieren. Um seine missliche finanzielle Lage zu verbessern, übernahm er um 1614 in Zürich die Stelle eines Präzeptors bei vier Söhnen des Ritters Baptista von Salis in Soglio. Nach Studienabschluss wirkte er ab Sommer 1617 als Prädikant in Scharans im Domleschg.
Ab 1618 beteiligte sich Jenatsch an den wilden Parteikämpfen innerhalb der Drei Bünde. Er trat am Strafgericht von Thusis als fanatischer Gegner der spanisch-katholischen Partei auf und war mitverantwortlich für den Justizmord an Nicolò Rusca, Erzpriester von Sondrio, und Johann Baptist Prevost von Vicosoprano. Im gleichen Jahr wurde Jenatsch reformierter Prädikant in Berbenno bei Sondrio in der mehrheitlich katholischen Talschaft Veltlin. 1620 entkam er knapp dem Veltliner Protestantenmord und floh nach Silvaplana. Als Racheakt ermordete Jenatsch im Jahre 1621 mit einigen Helfern den Führer der spanisch-katholischen Partei in den Drei Bünden Pompejus Planta auf dessen Schloss Rietberg im Domleschg. Im gleichen Jahr ermordete Jenatsch Joseph von Capol aus Flims.

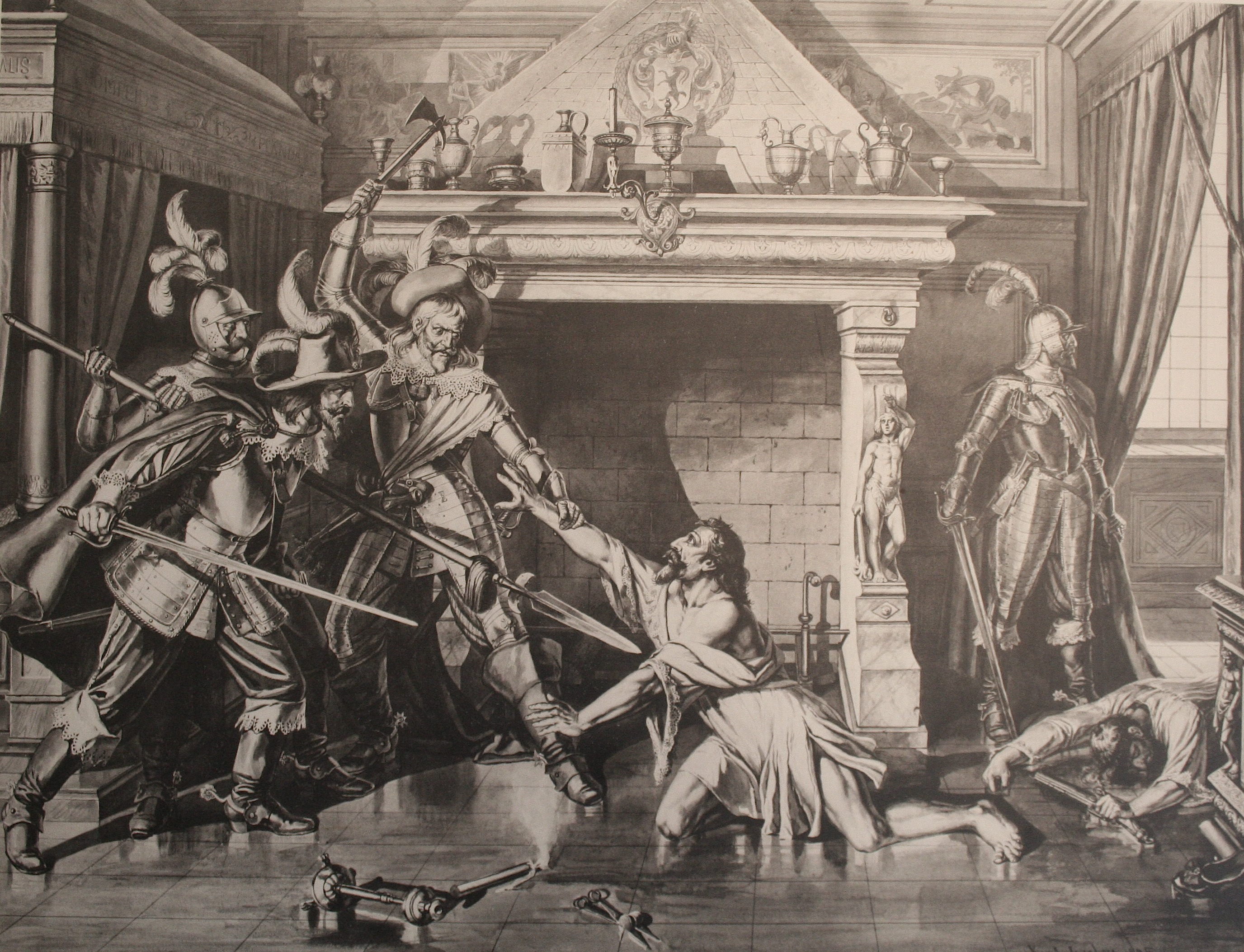
Ermordung Plantas

Nach dem Einmarsch der Spanier und Österreicher in die Drei Bünde 1620 wurde das Land während den Bündner Wirren in die Kriegshandlungen des Dreissigjährigen Krieges hineingezogen. Der Theologe Jenatsch begann nun seine militärische Karriere, zuerst als Partisanenführer, dann als Hauptmann der Kavallerie in der Armee des pfälzischen Generals Ernst von Mansfeld. 1627 stieg er zum Major auf, liess sich aber auf ein Duell mit seinem Vorgesetzten ein, Oberst Jacob von Ruinelli, den er erdolchte. Im folgenden Jahr trat Jenatsch in venezianische Dienste ein, wurde dort aber inhaftiert und zog darauf 1629 mit seiner Familie auf das Schloss Katzensteig bei Bischofszell im eidgenössisch beherrschten Thurgau.
Als 1634 der reformierte Herzog Henri II. de Rohan im Auftrag Kardinal Richelieus Graubünden besetzte, war Jenatsch im Rang eines Obersten seine rechte Hand. Da aber Richelieu Absichten zeigte, Graubünden und dessen Untertanengebiete als Pfand für den Friedensschluss zu behalten, führte Jenatsch zur Befreiung seiner Heimat Verhandlungen mit Österreich-Spanien. Zu diesem Zweck trat er 1635 im Kapuzinerkloster Rapperswil zur katholischen Kirche über. Es gelang ihm in meisterhafter Weise, Rohan zu täuschen und zugleich die Bündner beim französischen Heer sowie das ganze Land für seinen Plan (Kettenbund) zu gewinnen. Er wurde zum General der Drei Bünde ernannt und war mit der Unterstützung Spaniens in der Lage, die Franzosen am 5. Mai 1637 zum Abzug zu zwingen. Zugleich gelang es ihm mit diplomatischem Geschick, von Spanien die Rückgabe des Veltlins an Graubünden zu erwirken.

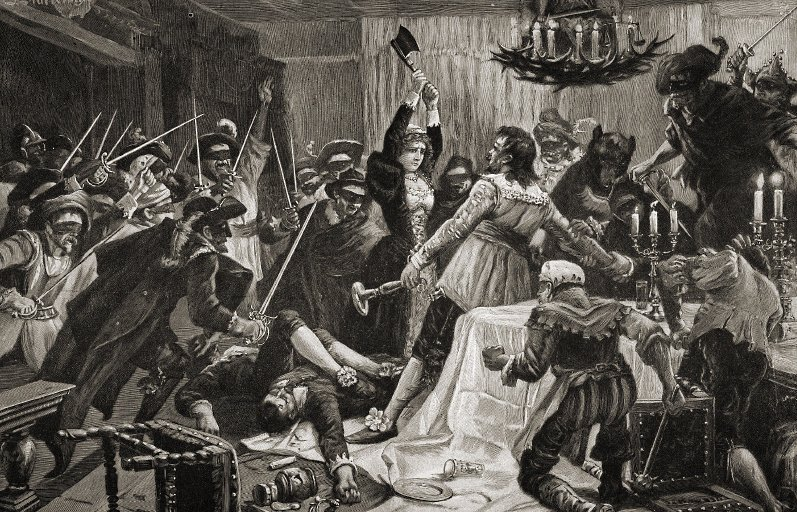
«Der Untergang des Jürg Jenatsch»
Historienbild von E. Sturtevant
Sturtevants Darstellung beruht genau auf der Romanvorlage von C.F. Meyer: „Jenatsch streckte sich nach dem nahen Kredenztische aus und erreichte dort mit der freien Hand einen schweren ehernen Leuchter, dessen gewichtigen Fuss er gegen seine Angreifer schwang, die von vorn fallenden Hiebe parierend.“

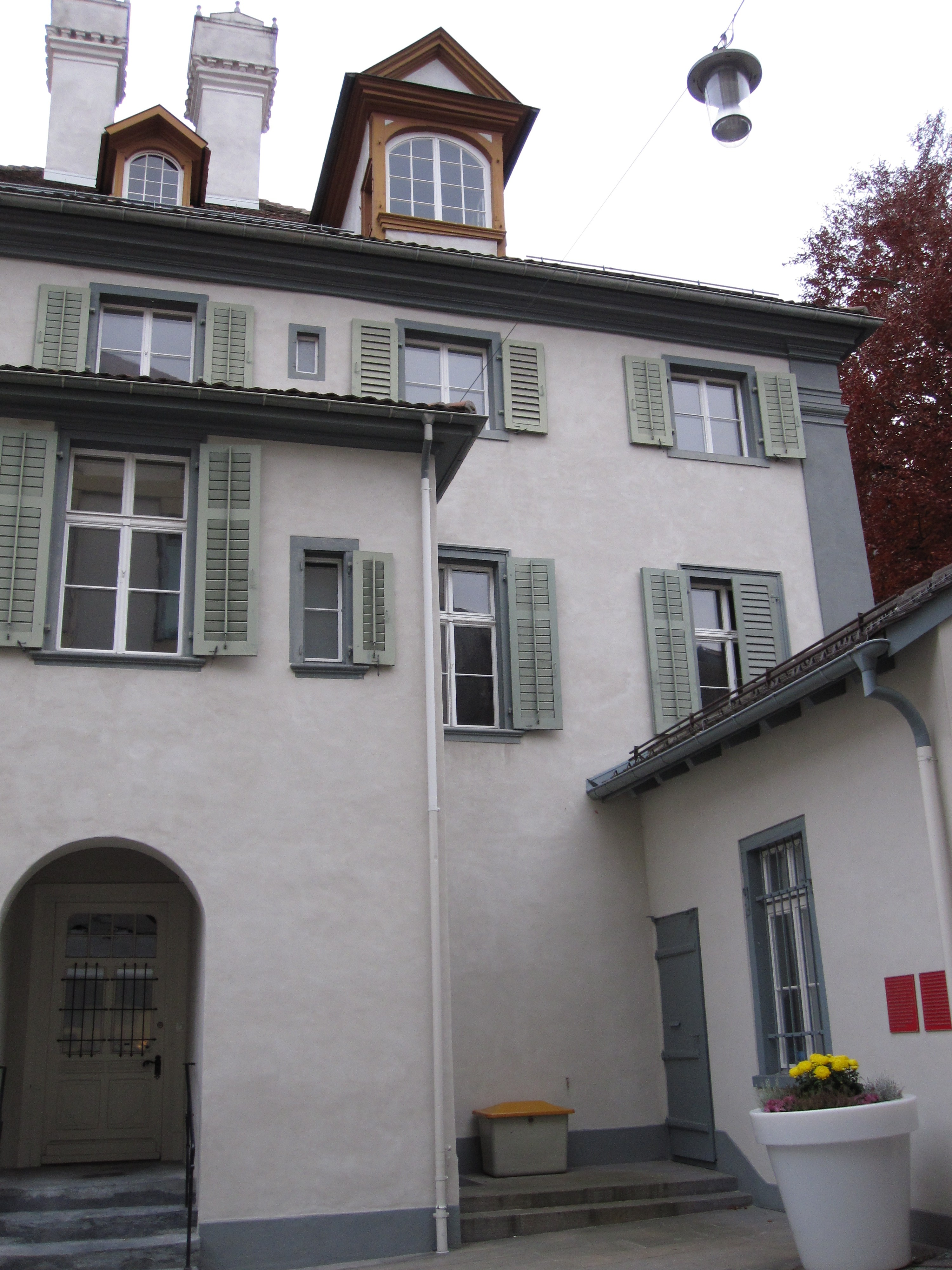
Ort des ehemaligen Staubigen Hüetlis, heute Teil des Alten Gebäu

Von da an war Jenatsch der politische und militärische Lenker seines Landes, wurde als «Direktor» des spanisch-österreichischen Bündnisses mit Reichtümern überschüttet und durch Philipp IV. von Spanien geadelt. Bei einem nächtlichen Trinkgelage in Chur wurde er in der Fasnachtszeit in der Wirtschaft des Pastetenbäckers Lorenz (Laurentz) Fausch, dem «Staubigen Hüetli», am 21. Januar 1639 durch eine Gruppe maskierter Verschwörer ermordet. Der erste Täter, als Bär verkleidet, feuerte mit einer Pistole auf ihn, worauf ihn die anderen mit Knüppeln und Äxten niederstreckten. Jenatsch wurde noch gleichentags in einer aufwändigen Trauerfeier in der Kathedrale in Chur beigesetzt. Das «Staubige Hüetli» stand an der Stelle des Alten Gebäu an der Poststrasse 14.
Jenatschs Mörder konnten nie ermittelt werden, es wurde aber vermutet, dass neben den Elitenfamilien von Planta und Guler auch spanische Agenten an den Plänen zur Ermordung beteiligt waren. Die Chronik des Fortunat Sprecher v. Bernegg vermutete die Täter in gegenreformatorischen Kreisen, die es Jenatsch verübelten, dass er zum katholischen Glauben gewechselt hatte. Ein Mittäter mit Namen Zambra der am 30. Oktober 1639 am Brauli-Pass (am Stilfserjoch gelegen) ein Mitglied der kaiserlich-katholisch gesinnten Familie von Planta getötet hatte und am 24. Februar 1639 ein weiteres Familienmitglied und der auch sonst in weitere kriegerische Mordanschläge verwickelt gewesen war, wurde am 7. März 1640 in Tarasp durch Öffnen der Beinschlagadern hingerichtet, „ohne den Scharfrichter“ bemühen zu müssen. Auffällig ist, dass die Häufung von Mordanschlägen während der Bündner Wirren auf die Eliten und deren Parteigänger System hatte: Jenatsch selbst ermordete am 26. Juli 1638 einen Widersacher in Chiavenna namens Johann Peter Stampa. Ziel war es, den Freistaat der Drei Bünde nach dem Kapitulat von Mailand wieder in den vollen Besitz des Untertanengebietes Veltlin zu bringen.

## Publikationen
- als Geo Jenatius: Disquisitio metaphysica de veritate sive vero et falsitate sive falso Tiguri 1616, OCLC 612156399 lateinisch (Verfasserangabe: Geo Jenatius für Georg Jenatsch und Erscheinungsort: „Tiguri“ für Zürich).

## Exhumierungen

### Sommer 1959
Im Sommer 1959 exhumierte der Zürcher Anthropologe Erik Hug (1911–1991) in der Churer Kathedrale den Leichnam von Georg Jenatsch.
Obwohl die Exhumierung von Jenatschs sterblichen Überresten allein aus wissenschaftlichen Gründen in jener Zeit aussergewöhnlich war, unterstützte der damalige Churer Bischof Christian Caminada die Aktion. Am 30. Juli stiessen die Arbeiter vor dem Katharinenaltar in der Kathedrale links des Eingangs auf ein Skelett, das für dasjenige von Jenatsch gehalten wurde. Obwohl der Bischof die Suche daraufhin für beendet erklärte, liess Hug ohne Erlaubnis weitergraben. Am 4. August 1959 stiess ein Arbeiter 110 Zentimeter unterhalb des heutigen Steinbodens östlich der Stelle, wo bis 1921 die Grabplatte Jenatschs gelegen hatte, auf einen Schädel mit zertrümmerter Schläfe und schwarzen Haarbüscheln. Die vollständige Exhumierung fand – nun mit dem Einverständnis des Bischofs – am 5. August statt.
Die auf dem Rücken liegende Leiche war bereits stark zersetzt; vom Schädel hatten sich nur die vordere Seite und die Schädeldecke erhalten. Von den übrigen Knochen fanden sich nur noch Reste des rechten Unterarms, eines linken Handwurzelknochens, des linken Schambeins sowie Reste des linken Beines und Fusses. Die Körperlänge betrug etwa 170 Zentimeter.
Jenatsch war in seinen Kleidern – Schultermantel, Seidenweste, Hemd, Kniehose und Kniestrümpfen – in einem konischen Sarg aus Tannenholz bestattet worden. Unter dem Hemd trug Jenatsch ein Skapulier, zudem fanden sich unter anderem Reste eines Rosenkranzes und zwei Medaillons.
Am 4. August 1961 wurden die Gebeine in der gleichen Grube wieder beigesetzt. Kleider, Skapulier und Rosenkranz wurden zurückbehalten. Sie werden als Dauerleihgabe der Kathedralstiftung der Diözese Chur im Rätischen Museum Chur aufbewahrt.
Aufgrund von Meinungsverschiedenheiten mit dem Bünder Historiker Jon Mathieu vermachte Erik Hug seine umfangreichen Untersuchungsunterlagen nicht wie versprochen dem Bündner Staatsarchiv, sondern dem Kloster Einsiedeln, wo sie im Juli 2009 18 Jahre nach Hugs Tod nach langer Suche in einem Tresorfach wieder zum Vorschein kamen. Die Auseinandersetzung Hug-Mathieu fand auch Eingang in den Film Jenatsch von Daniel Schmid nach dem Drehbuch von Martin Suter, und zwar in der Form des Journalisten Sprecher, welcher vom "spleenigen Anthropologen" empfangen wird. Die Untersuchungsergebnisse Hugs wurden bisher nicht veröffentlicht.

### März 2012 / Resultat Oktober 2012
Im März 2012 wurde das Grab in der Churer Kathedrale erneut geöffnet. Eine vergleichende DNA-Analyse mit heutigen Nachkommen Jenatschs sollte klären, ob es sich tatsächlich um den Leichnam Jenatschs handelt. Die Ergebnisse wurden am 25. Oktober 2012 präsentiert. Das Resultat der DNA-Analyse war nicht eindeutig: Die Chance, dass es sich beim Skelett um Jörg Jenatsch handle, betrage 96 Prozent. Weitere Indizien sprechen dafür: die exakte Position des Grabes wurde mit historischen Quellen abgeglichen, die Medaillons aus dem Grab und grossflächige Textiluntersuchungen weisen eindeutig in die Zeit Jörg Jenatschs. Auch das Alter des Verstorbenen und die Art seiner Verletzungen deuten auf Jenatsch hin. Darum gehen die Forscher davon aus, dass es sich um Jörg Jenatsch handle. Die Forscher arbeiten mittels Computertomographie daran, eine dreidimensionale Gesichtsrekonstruktion vom Toten zu erstellen, um zu erfahren, wie der Tote ausgesehen hat.

## Jenatsch in den Augen der Nachwelt
Von den Zeitgenossen, die ihn kannten, wie Bartholomäus Anhorn, Fortunat Sprecher, Ulysses von Salis und Fortunat von Juvalta, von denen die wenigen zeitgenössischen schriftlichen Würdigungen stammen, wurden Jenatsch und seine Leistung eher kritisch gewürdigt.  Alle verurteilten Jenatschs Konversion als unverzeihlichen Verrat und alle, ausser Anhorn, sahen auf ihn als sozialen Aufsteiger herab, der das gesellschaftliche Gefüge (Aristokraten, Geistliche und einfaches Volk) aufzubrechen drohte. Mit Ausnahme von Ulysses von Salis, der wie Jenatsch an Pompejus von Plantas Ermordung beteiligt war, fühlten sich zudem alle von Jenatschs Gewalttätigkeit vor den Kopf gestossen. Von Salis’ Bild von Jenatsch wird geprägt vom Verrat an Frankreich und der Art und Weise, wie er führende Persönlichkeiten wie von Salis selbst aus dem Rampenlicht verdrängte. Juvaltas persönliche Erinnerungen zeugen von Wut über Jenatschs Rolle im Thusner Strafgericht. Über die Höhepunkte in Jenatschs Karriere und insbesondere seine Rolle bei der temporären Rückgewinnung des Veltlins und beim Abzug des französischen Heeres aus dem Freistaat berichtete vor allem Bartholomäus Anhorn. Im Übrigen spielte Jenatsch in den schriftlichen Berichten der genannten Zeitgenossen, die alle versuchten, ihre Betrachtungen in einen grösseren geschichtlichen Zusammenhang einzuordnen, eine ziemlich geringe Rolle und tritt dort nur sporadisch in Erscheinung.

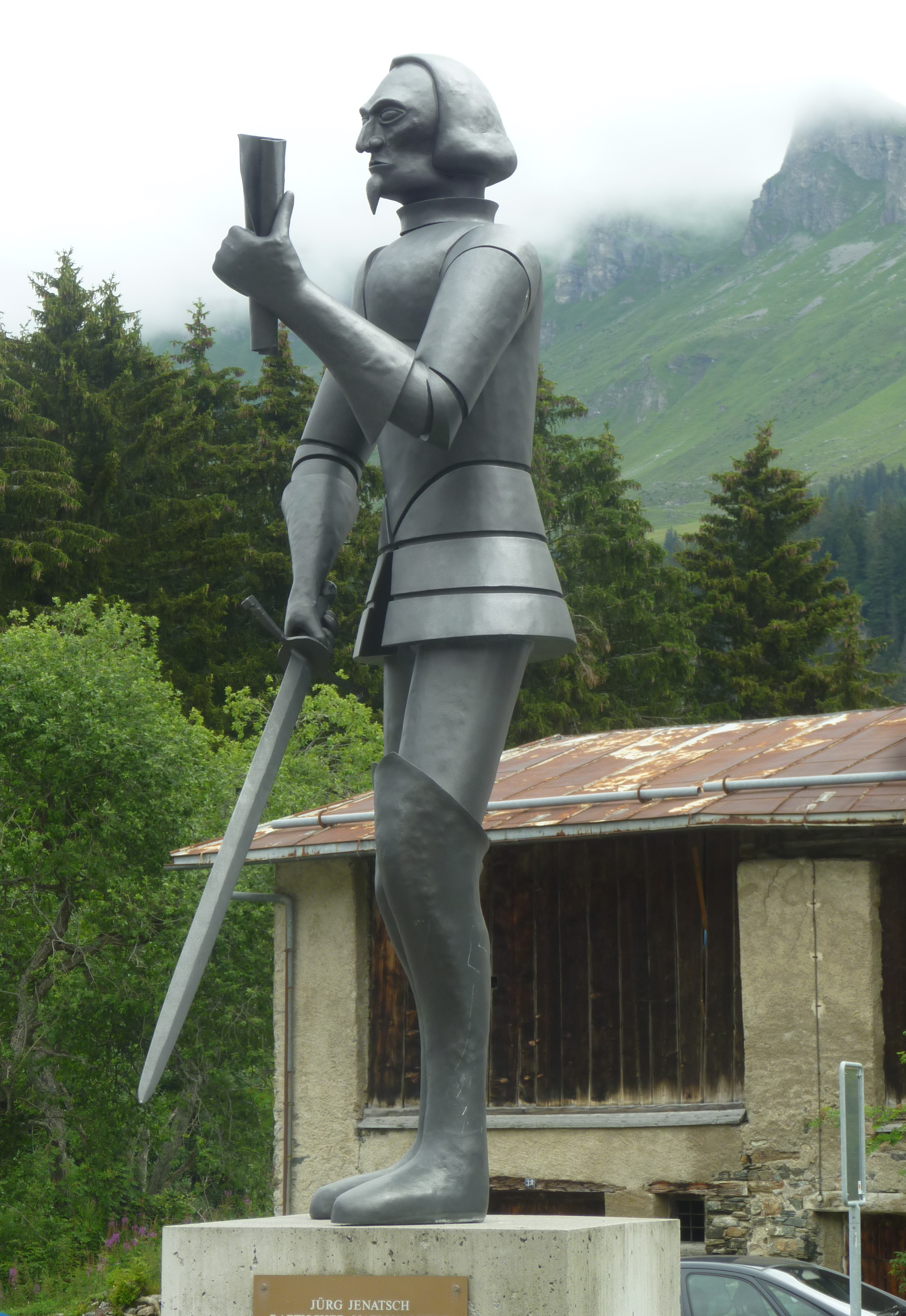
Jenatschstatue aus dem Jahr 2000 als Werbeträger für ein Hotel in Parpan

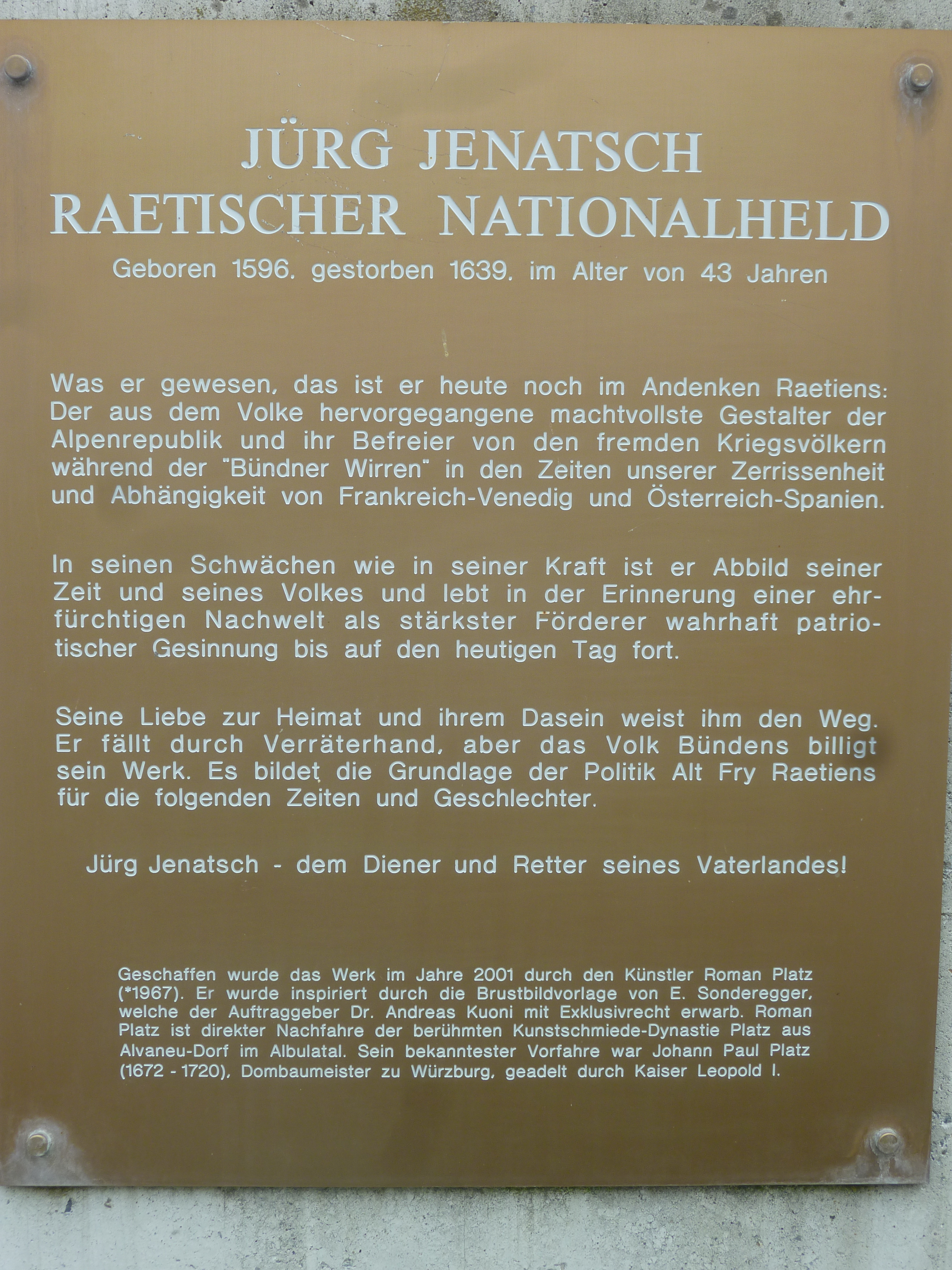
Verklärende Infotafel zur Statue

Ausser aus diesen Chroniken behielt die Nachwelt durch Volkslieder und Spottgesänge, die zum Teil bereits vor seinem Tod kursierten, noch für einige Jahrzehnte eine eher verzerrte Erinnerung an den Machtmenschen Jenatsch.
Erst in der Mitte des 19. Jahrhunderts, als die ehemaligen Untertanengebiete Veltlin, Bormio und Chiavenna längst verlorengegangen waren und aus dem Freystaat mit Nachhilfe der Franzosen ein Kanton der Eidgenossenschaft geworden war, begannen sich in Graubünden die Menschen nach einer Identifikationsfigur zu sehnen, die sie – nach Erscheinen einer systematischen Untersuchung der Schweizergeschichte durch Louis Vulliemin im Jahre 1844, in der Georg Jenatsch als massgeblicher Protagonist der diplomatischen Manöver der 1630er Jahre eingehend gewürdigt wurde – in Jenatsch fanden. Es begann sich der Mythos eines Freiheitshelden um seine Person zu bilden, der sich, losgelöst von historischen Fakten, in literarischen Werken und patriotischen Bühnenstücken entwickelte.
Der Hauptgrund, weshalb Jenatsch im 19. Jahrhundert wieder Eingang ins historische Gedächtnis des Volkes fand, war der Erfolg des 1876 erschienenen Romans von Conrad Ferdinand Meyer Jürg Jenatsch. Dieser war während der folgenden Jahrzehnte sogar Teil des Lehrplans für höhere Schulen, wodurch sich das Bild von Jenatsch als unerschrockenem Freiheitshelden und seiner tragisch endenden, verbotenen Liebe zur Tochter seines Todfeindes Pompejus Planta bei Generationen von Schülern prägte.
Die wissenschaftliche Geschichtsforschung insbesondere ab dem 20. Jahrhundert revidierte wieder das Bild von Georg Jenatsch.
Sowohl in der 1894 publizierten Biographie von Ernst Haffter als auch in jener seit 1938 in mehreren überarbeiteten und ergänzten Auflagen erschienenen Biographie von Alexander Pfister treten aufgrund umfassender Auswertung zeitgenössischer Dokumente und Briefe wieder weniger altruistische Charaktereigenschaften Jenatschs zu Tage, wie Skrupellosigkeit und Neigung zu Gewaltexzessen bis hin zu Terrorismus, unbedingtes Streben nach Erhebung in den Adelsstand sowie Machtgier als Motiv für sein Wirken. Sein Übertritt zum Katholizismus wird von einigen Historikern weniger eindeutig als Ausdruck eines skrupellosen Opportunismus gesehen, sondern es wird die Möglichkeit eines tiefgreifenden Wandels seiner inneren Überzeugung erwogen. Da kriegerische Ereignisse (u. a. Waffen und Söldner) immer auch finanzielle Geldgeber benötigen, sind die Ursachen und Auswirkungen von Bestechungsgeldern (Pensionen) auf die Hauptakteure diesbezüglich ungeklärt. Randolph C. Heads Buch Jenatschs Axt von 2012 stellt den aktuellen Stand der Forschung dar.
Unter weitgehender Verdrängung der historischen Fakten wird Jenatschs Mythos als Freiheitsheld in Graubünden gerne für kommerzielle Zwecke genutzt, vor allem für Namen von Gastwirtschaften.

## Rezeption
- Jenatsch ist Protagonist des historischen Romans Die Geschichte des Jürg Jenatsch von Maurus Carnot.
- Jenatsch ist Protagonist des historischen Romans Jürg Jenatsch von Conrad Ferdinand Meyer.
- 1987 entstand der Film Jenatsch unter der Regie von Daniel Schmid.
- 1929 wurde die Oper Jürg Jenatsch von Heinrich Kaminski uraufgeführt.[21]
- Der Piz Jenatsch (3250 m) und die Jenatschhütte in den Albula-Alpen tragen heute seinen Namen.
- Das Gruppenhaus Jenatsch in Parpan mit 86 Betten in einem alten Patrizierhaus (früher Hotel Jürg Jenatsch) ist nach ihm benannt.
- Sonderausstellung Calling Jenatsch, 7. Oktober 2016 bis 13. August 2017, Rätisches Museum, Chur. (Handout pdf).

### Audio
- Graubünden 1618: Jörg Jenatsch – Freiheitsheld oder Verräter? Sendung der Reihe Zeitblende im Radio SRF 4 News, 2. Juni 2018

- Hörspiel-Klassiker im März 2014 – Jörg Jenatsch. War Jörg Jenatsch (1596-1639) ein glühender Patriot? Oder doch ein ruch-, skrupel- und gewissenloser Machtlüstling? Er zählt zu den grossen Gestalten in der Schweizer Geschichte, und auch zu den heiss umstrittenen. Schweizer Radio SRF, 28. Februar 2014